# فالديمار بولسين
فالديمار بولسين (بالدنماركية: Valdemar Poulsen)‏ هو مهندس وفيزيائي دنماركي، ولد في 23 نوفمبر 1869 في كوبنهاغن في الدنمارك، وتوفي بنفس المكان في 23 يوليو 1942.

## وصلات خارجية
- فالديمار بولسين على موقع الموسوعة البريطانية (الإنجليزية)